# Siódmak (powiat elbląski)
Siódmak – kolonia w Polsce położona w województwie warmińsko-mazurskim, w powiecie elbląskim, w gminie Pasłęk.
Kolonia wchodzi w skład obrębu geodezyjnego i sołectwa Stegny.
W latach 1975–1998 miejscowość administracyjnie należała do województwa elbląskiego.
W miejscowości brak zabudowy.
Inne miejscowości o nazwie "Siódmak": Siódmak